# امجت اکسکیوتیو
امجت اکسکیوتیو (به انگلیسی: Amjet Executive) یک شرکت هواپیمایی است که در ۲۰۰۹ میلادی تأسیس شده‌است.